# Логор Браунау
Логор Браунау био је један од концентрационих логора за Срба и друге неподобне народе које је основала Аустроугарске за за време Првог светског рата и окупације Краљевине Србије.

## Назив, положај и инфраструктура
Назив
Званичан назив логора био је: нем. Kaiserliches und Königliches Kriegsgefangenenlager Braunau или на српском „„Царски и краљевски логор за ратне заробљенике Браунау”.
Положај
Логор се налазио у чешком месту Броумов (чеш. Broumov), на североистоку Чешке у карловохрадечком крају у близини границе са Пољском.

## Историја
Предуслови

Масовне депортације становника Србије у Првом светском рату отпочеле су након окупације у јесен 1915. 
Оснивање и услови у логору
У исто време када је основан логор у Јиндриховицама, формиран је и логор Браунау 11. јуна 1915. године, намењен за  смештај српских и руских заробљеници и српских интернирци. У њему је према расположивим подацима, истраживањима П. Опачића, депортовано 35.000 лица, међу којима су према извештају амерички хуманитарци с почетка 1916. године било и 1.500 дечака од 8 до 17 година, одвојених у посебне одељку, у коме су били обавезни да присуствују настави која је извођена по аустроугарском просветном систему, слично као у логорима Нежидер, Нађмеђер или Хајнрихсгрин. Временом број деце се попео на 2.000.
Катастрофални услови живота у логору Браунау као и организација рада били су слични као у логору у Јиндриховицама, па је и смртност логораша у ова два логора била слична.

## Епилог
| Број логораша и српских жртава у логору Браунау (Бохемија). | Број логораша и српских жртава у логору Браунау (Бохемија). | Број логораша и српских жртава у логору Браунау (Бохемија). | Број логораша и српских жртава у логору Браунау (Бохемија). |
| Укупно логораша                                             | Број српских логораша                                       | До сада утврђено српских жртава                             | Процена српских жртава                                      |
| ----------------------------------------------------------- | ----------------------------------------------------------- | ----------------------------------------------------------- | ----------------------------------------------------------- |
| 35.000                                                      | 35.000                                                      | 2.674 гробних места                                         | > 2.674                                                     |

Напомена:
У Архиву Југославије постоји ситуациони план гробља које је остало иза овог логора. На скици је у размери 1:250 исцртано и означено 2.674 гробна места, заједно са масовним гробницама, у којима су лежали српски страдалници, од којих је 2.599 ексхумовано и пренесено у спомен-костурницу у Јиндриховицама. Међутим, због подземних вода у гробницама неки нису могли бити ексхумовани.